# راس جان اندرسون
راس جان اندرسون (انگلیسی: Ross J. Anderson؛ ۱۵ سپتامبر ۱۹۵۶-۲۸ مارس ۲۰۲۴) یک دانشمند در زمینه علوم رایانه، امنیت شبکه و رمزنگاری اهل بریتانیا بود. پروفسور راس اندرسون، صاحب کرسی شخصی مهندسی امنیت در آزمایشگاه کامپیوتر دانشگاه کمبریج بود.
او در سال ۲۰۰۹ به‌عنوان عضو آکادمی علوم سلطنتی انگلستان انتخاب شد.